# Chpykiv
Chpykiv (ukrainien : Шпиків) est une commune urbaine de l'oblast de Vinnytsia, en Ukraine. Elle compte 2 974 habitants en 2021.